# 西明石駅列車脱線事故
西明石駅列車脱線事故（にしあかしえきれっしゃだっせんじこ）は、1984年（昭和59年）10月19日に日本国有鉄道（当時、現在の西日本旅客鉄道）山陽本線西明石駅構内において、通過中の寝台列車が脱線しホームに衝突した列車脱線事故である。
原因は機関士が飲酒操縦をしていた上、西明石駅構内で予定されていた保守作業による通過ルート変更を忘れ、速度超過のまま分岐器を通過したことであった。

## 事故概要
午前1時48分頃、西明石駅を通過中の宮崎発東京行寝台特急「富士」（EF65 1099+24系25形客車14両）の、機関車および最後尾の電源車を除く客車13両が脱線し、その内先頭客車（13号車）がホームに激突し、車体側面下部が大きく削り取られて大破した。負傷者32名を出したが、幸い死者はいなかった。
当日は西明石駅構内で保守作業が計画されており、「富士」の通過ルートは通常の列車線（山側）ではなく電車線（海側）に変更されており、機関士及び機関助士にその旨点呼で伝達されていた。しかし、機関士はこの伝達事項を忘れており、機関助士も駅構内進入時に機関士に注意喚起することがなかった（当時、機関助士が機関士に注意を喚起すると「余計なことをするな」と恫喝されることがあり、この機関助士はそれを恐れて何もしなかったと証言している）。結果、構内姫路方の電車線側進路が分岐器通過のため60km/hに制限されるところを、通常の100km/h程度のまま通過したため、過剰な遠心力により客車が大きく傾いて脱線し、そのまま先頭客車がホームに激突した。事故は深夜帯に発生したが、ホームに衝突したのが寝台ではなく通路のある進行方向右側であったため、就寝中の乗客への直撃は免れ、負傷者のみで済んだ。
事件後の調査で機関士が相当程度酒に酔っていたことが判明し、世間に大きな衝撃が走ったが、その後の調査で後続「さくら」の機関士も「富士」乗務の機関士の誘いを断り切れず酒を飲んで乗務していたことが判明した（「さくら」の機関士は、事故を起こした「富士」の機関士の後輩だった）。

## 事故の影響
機関士は前日の夜、乗務前の待機時間中の夕食時に飲酒していた。本事故の2年前に発生した名古屋駅での寝台特急「紀伊」の機関車衝突事故（日本の鉄道事故を参照）と同様、寝台特急の機関士が飲酒操縦を行っていたことや、機関助士が機関士に何も進言できない体質などの国鉄職員の勤務実態に対し、世論は厳しい非難を浴びせた。また、「紀伊」の事故以降、国鉄は職場規律を正すポスターを貼ってまで荒廃した職場の正常化に向けて取り組んでいた最中であり、それに相前後して国鉄がファンサービスの一環として機関区などの車両基地を開放するイベントを催すなど、増収・印象向上に務めていた時期であったため、国鉄内部でも落胆が大きかったといわれている。
この事故は国鉄が自動列車停止装置（ATS）に速度照査機能を持たせた「H-ATS（仮称、現在のATS-P）」の開発に踏み切る契機となった。また、この時期、当局はトンネル区間と夜間を除いて運転席と客室を遮るブラインドの開放義務付けによってイメージアップを図っていたが、労働組合が「安全」を理由に反対して運転士、車掌ともにブラインドを閉鎖していたため、乗務員の様子を乗客が見ることは不可能だった。実際には「安全」どころか、見えないことをいいことに喫煙、飲食、雑誌・新聞を読みながら等の乗務が横行しており、また、「完全には閉鎖していない」と言い逃れるために、ブラインドにタバコの火で小さな穴を開ける行為も行われていた。これらは穏健派である鉄労組合員の比率が高い大阪鉄道管理局管内においても目立っていた。
この事故を契機に、世論の流れは俎上に上がっていた国鉄分割民営化をさらに加速させる方向へと進んでいった。この当時、分割民営化に異議を唱えていた鉄道ファン層ですら、分割民営賛成に転じる者も少なくなかった。鉄道評論家の種村直樹は、国鉄分割民営化への懐疑の意思を一貫して表明しつつも、この不祥事とその背景が明らかになるに至り、「一度解体して血を入れ替えたほうが良いのではないか」との思いを自著で述べている。
この事故で事故列車の先頭客車であるオハネフ25 104が廃車となった。

## 関連記事
- 列車脱線事故
- 日本の事故一覧